# Мужская сборная Швейцарии по хоккею на траве
Мужская сборная Швейцарии по хоккею на траве — мужская сборная по хоккею на траве, представляющая Швейцарию на международной арене. Управляющим органом сборной выступает Федерация хоккея на траве Швейцарии (англ. Swiss Hockey Federation).
Сборная занимает (по состоянию на 16 июня 2014) 38-е место в рейтинге Международной федерации хоккея на траве (FIH).

## Результаты выступлений

### Олимпийские игры
- 1908—1924 — не участвовали
- 1928 — 7-е место
- 1932 — не участвовали
- 1936 — 5-е место
- 1948 — 5-е место
- 1952 — 7-е место
- 1956 — не участвовали
- 1960 — 15-е место
- 1964—2012 — не участвовали

### Чемпионат Европы
- 1970 — 8-е место
- 1974 — 17-е место
- 1978—1987 — не участвовали
- 1991 — 11-е место
- 1995 — 11-е место
- 1999 — 10-е место
- 2003 — 11-е место
- 2005—2013 — не участвовали

### EuroHockey Nations Trophy
- 2005 — 6-е место
- 2007 — 4-е место
- 2009 — 8-е место

### EuroHockey Nations Challenge I
- 2011 — 4-е место [3]
- 2013 —  [4]

### Чемпионат мира по индорхоккею
- 2003 — 4-е место
- 2007 — 9-е место
- 2011 — не участвовали
- 2015 —